# 반더포겔
'철새'라는 뜻의 반더포겔 (Wandervogel)은 20세기 초 독일에서 이루어지던 청소년들의 집단 도보 운동 또는 그 집단이다. 이들은 자연에 대한 사랑과 조국애를 강조하였으며, 자연주의에 입각하여 허약한 도시 청소년들을 대자연 속으로 끌어내어 몸과 마음을 단련케 하는 데 목적을 두었다.
1896년 당시 독일은 소년운동(Jugendbewegung)으로 불리는 청소년을 대상으로 한 문화·교육적 목적의 운동이 붐을 일으켜 각지에서 시작되고 있었으며, 반더포겔 역시 베를린 근교 슈테글리츠(Steglitz)의 한 김나지움에서 시작한 프로그램이 시초가 되었다. 1901년 교육인 카를 피셔(Karl Fischer)가 학생들을 이끌고 도보 여행 단체를 조직해 반더포겔이라 일컬은 이후 보편적으로 퍼져나갔고, 당시 독일의 대표적인 청소년 운동이 되기에 이르렀다.
가입은 12~18세의 청소년에게 허용되었다. 대부분 프로테스탄트를 믿는 중산층 가정의 소년들로 이루어져 있었고 실제로 대회는 주로 독일 내의 프로테스탄트 우세 지역에서 개최되었다. 여자의 참여도 허용되었는데 지도부 내에서 논쟁이 되어 이후 성별에 따라 조직을 분리하게 되었다.
제1차 세계대전 이후 세력이 약화되었다가 1933년 나치당이 히틀러 유겐트와 독립적인 유소년 그룹을 불법으로 규정하면서 반더포겔 역시 끝을 맞았고, 이때 일부 구성원은 나치 조직으로 들어가기도 했다. 그러나 전후에 재조직되어 오늘날까지도 도보 여행 활동을 이어나가고 있다.

## 같이 보기
- 스카우트 운동